# Kvindernes æresgalleri i USA
Kvindernes æresgalleri i USA (National Women's Hall of Fame) er en amerikansk institution, oprettet i 1969. Formålet er at ære kvinder, der har ydet vigtige bidrag til kunst, sport, erhverv, uddannelse, offentlig virksomhed, videnskab og filantropi. Galleriet ligger i Seneca Falls i staten New York, byen der betragtes som fødestedet for den amerikanske kvinderetsbevægelse.
De nominerede er udvalgt på grundlag af de ændringer, som de var med til at gennemføre, som har påvirket de sociale, økonomiske eller kulturelle aspekter af samfundet, deres væsentlige nationale eller globale konsekvenser og resultater af deres resultater, såvel som den blivende værdi af deres præstationer.

## A–L
| - Faye Glenn Abdellah - Bella Abzug - Abigail Adams - Jane Addams - Madeleine Albright - Louisa May Alcott - Florence Ellinwood Allen - Linda Alvarado - Dorothy H. Andersen - Marian Anderson - Ethel Percy Andrus - Maya Angelou - Susan B. Anthony - Virginia Apgar - Ella Baker - Lucille Ball - Ann Bancroft - Clara Barton - Eleanor K. Baum - Ruth Fulton Benedict - Mary McLeod Bethune - Antoinette Blackwell - Elizabeth Blackwell - Emily Blackwell - Amelia Bloomer - Nellie Bly - Louise Bourgeois - Margaret Bourke-White - Lydia Moss Bradley - Myra Bradwell - Mary Carson Breckinridge - Gwendolyn Brooks - Pearl S. Buck - Betty Bumpers - Charlotte Bunch | - St. Frances Xavier Cabrini - Mary Steichen Calderone - Annie Jump Cannon - Rachel Carson - Eleanor Rosalynn Smith Carter - Mary Ann Shadd Cary - Mary Cassatt - Willa Cather - Carrie Chapman Catt - Lydia Maria Child - Shirley Chisholm - Hillary Rodham Clinton - Jacqueline Cochran - Mildred Cohn - Bessie Coleman - Eileen Collins - Ruth Colvin - Rita Rossi Colwell - Joan Ganz Cooney - Mother Marianne Cope - Gerty Theresa Radnitz Cori - Jane Cunningham Croly - Paulina Kellogg Wright Davis - Dorothy Day - Marian de Forest - Donna de Varona - Karen DeCrow - Emma Smith Devoe - Emily Dickinson - Dorothea Dix - Elizabeth Hanford Dole - Marjory Stoneman Douglas - Katharine Drexel - Anne Dallas Dudley - Mary Barret Dyer - Amelia Earhart | - Sylvia A. Earle - Catherine Shipe East - Crystal Eastman - Mary Baker Eddy - Marian Wright Edelman - Gertrude Ederle - Gertrude Belle Elion - Dorothy Harrison Eustis - Alice C. Evans - Geraldine Ferraro - Ella Fitzgerald - Betty Ford - Helen Murray Free - Betty Friedan - Margaret Fuller - Matilda Joslyn Gage - Ina May Gaskin - Althea Gibson - Lillian Moller Gilbreth - Charlotte Perkins Gilman - Ruth Bader Ginsburg - Katharine Graham - Ella T. Grasso - Martha Wright Griffiths - Sarah Grimké - Angelina Emily Grimke Weld - Mary Hallaren - Fannie Lou Hamer - Alice Hamilton - Martha Matilda Harper - Patricia Roberts Harris - Helen Hayes - Dorothy Height - Beatrice Hicks - Oveta Culp Hobby - Barbara Holdridge - Billie Holiday - Wilhelmina Cole Holladay - Jeanne Holm - Bertha Holt | - Grace Murray Hopper - Julia Ward Howe - Dolores Huerta - Helen LaKelly Hunt - Swanee Hunt - Zora Neale Hurston - Anne Hutchinson - Shirley Ann Jackson - Mary Jacobi - Frances Wisebart Jacobs - Mae Jemison - Mary Harris Jones - Barbara Jordan - Helen Keller - Abby Kelley - Leontine T. Kelly - Susan Kelly-Dreiss - Frances Oldham Kelsey - Nannerl Keohane - Billie Jean King - Coretta Scott King - Julie Krone - Elisabeth Kübler-Ross - Maggie Kuhn - Stephanie L. Kwolek - Susette La Flesche - Winona LaDuke - Dorothea Lange - Allie B. Latimer - Emma Lazarus - Lilly Ledbetter - Mildred Robbins Leet - Maya Lin - Anne Morrow Lindbergh - Patricia Locke - Belva Lockwood - Juliette Gordon Low - Shannon W. Lucid - Mary Lyon |

## M–Z
| - Mary Mahoney - Wilma Mankiller - Maria Goeppert Mayer - Barbara McClintock - Katherine Dexter McCormick - Louise McManus - Margaret Mead - Barbara Mikulski - Kate Millett - Patsy Takemoto Mink - Maria Mitchell - Constance Baker Motley - Lucretia Mott - Kate Mullany - Antonia Novello - Sandra Day O'Connor - Georgia O'Keeffe - Annie Oakley - Rosa Parks - Ruth Patrick - Alice Paul - Nancy Pelosi - Mary Engle Pennington - Frances Perkins - Rebecca Talbot Perkins - Esther Peterson - Judith L. Pipher | - Jeannette Rankin - Janet Reno - Ellen Swallow Richards - Linda Richards - Sally Ride - Rozanne L. Ridgway - Edith Nourse Rogers - Mary Joseph Rogers - Eleanor Roosevelt - Ernestine Louise Potowski Rose - Sister Elaine Roulet - Wilma Rudolph - Josephine St. Pierre Ruffin - Florence Sabin - Sacagawea - Bernice Sandler - Margaret Sanger - Katherine Siva Saubel - Betty Bone Schiess - Patricia Schroeder - Anna Schwartz - Felice N. Schwartz - Blanche Stuart Scott - Florence B. Seibert - Elizabeth Bayley Seton - Donna Shalala - Anna Howard Shaw - Catherine Filene Shouse - Eunice Mary Kennedy Shriver | - Muriel Siebert - Beverly Sills - Bessie Smith - Margaret Chase Smith - Sophia Smith - Hannah Greenebaum Solomon - Susan Solomon - Elizabeth Cady Stanton - Gloria Steinem - Helen Stephens - Nettie Stevens - Lucy Stone - Kate Stoneman - Harriet Beecher Stowe - Harriet Williams Russell Strong - Anne Sullivan - Kathrine Switzer - Henrietta Szold - Mary Burnett Talbert - Maria Tallchief - Ida Tarbell - Helen Brooke Taussig - Sojourner Truth - Harriet Tubman | - Wilma Vaught - Florence Schorske Wald - Lillian Wald - Madam C. J. Walker - Mary Edwards Walker - Emily Howell Warner - Mercy Otis Warren - Faye Wattleton - Annie Dodge Wauneka - Ida Wells-Barnett - Eudora Welty - Edith Wharton - Sheila E. Widnall - Emma Willard - Frances Willard - Oprah Winfrey - Sarah Winnemucca - Victoria Woodhull - Fanny Wright - Martha Coffin Pelham Wright - Chien-Shiung Wu - Rosalyn Yalow - Gloria Yerkovich - Mildred "Babe" Didrikson Zaharias |

## Eksterne links
- National Women's Hall of Fame i Seneca Falls
- "Complete List of inductees". Officiel website. Arkiveret fra originalen 30. juli 2012. Hentet 7. maj 2016.

| Portal | Portal:Kvinder |

42°54′33″N 76°47′58″V / 42.9092°N 76.7994°V